# Таємничий острів (фільм, 1941)
«Таємничий острів» (рос. «Таинственный остров») — український радянський художній фільм кінорежисера Едуарда Пенцліна, створений за мотивами однойменного роману Жуля Верна. Фільм перейшов у суспільне надбання.

## Сюжет
Під час війни Півночі і Півдня в США в 1865 з оточеного мешканцями півдня Річмонда на повітряній кулі рятується група сміливців з Півночі. Вони виявляються на загадковому безлюдному острові, де вони не самі, — з ними таємничий капітан Немо. Ключова різниця фабули фільму від роману — герої, попереджені капітаном Немо про пробудження вулкана, залишають острів на побудованому своїми силами вітрильнику (а не рятуються екіпажем «Дункана» після загибелі острова).

## Актори
- Олексей Краснопольский — Сайрес Сміт
- Павло Киянський — Гедеон Спіллет
- Андрій Андрієнко-Зємсков — Пенкроф
- Юра Грамматікаті — Герберт
- І. С. Козлов — Айртон
- Роберт Росс — Неб
- Андрій Сова — Джуп
- Микола Коміссаров — Капітан Немо

## Знімальна група
- Сценаристи: Борис Шелонцев, Михайло Калінін
- Режисер-постановник: Едуард Пенцлін
- Другий режисер: Борис Шелонцев
- Оператор-постановник: Михайло Бельський
- Другі оператори: А. Ф. Захаров, В. А. Морозов
- Асистенти режисера: Г. Л. Литвак, І. С. Ейдельман
- Асистент з монтажу: С. Г. Аксельрод
- Композитор: Микита Богословський
- Текст пісень: Євген Долматовський
- Художник-постановник: Йосип Юцевич
- Комбіновані зйомки:
  - оператор: Михайло Карюков
  - художники: А. А. Хурмузі, І. Ф. Міхельс, Н. З. Рабинович, В. Е. Синиченко
- Звукооператор: І. Л. Дуценко
- Художник по гриму: А. Г. Сааджан
- Директори картини: І. І. Розенфельд, Адольф Фрадис